# Aurisina
Aurisina (en eslovè: Nabrežina, en italià abans de 1927: Nabresina) és una vila a la zona del Carso del comune de Duino-Aurisina (en eslovè: Devin-Nabrežina) prop de Trieste en una regió de majoria eslovena a Itàlia. Es troba 15 quilòmetres al nord-oest de Trieste i té un total de 2406 habitants (2003), dels quals d'acord al cens, un 60% són eslovens.

## Història
La vila de Aurisina ja era habitada en l'època romana a causa del fet que a prop hi ha una pedrera d'on s'extreia una coneguda pedra calcària anomenada, de fet, marbre de Aurisina, que es va fer servir per bastir l'Aquileia romana.
L'assentament és mencionat per primer copa com a Lebrosina el 1308, i va augmentar en importància quan es va construir el ferrocarril Viena-Trieste el 1857. Les guerres mundials van devastar Aurisina. Moltes persones eslovenes varen escapar cap a Iugoslàvia durant el feixisme. Abans i durant la Segona Guerra Mundial, els feixistes italians i més tard el règim nazi varen deportar molts habitants a camps de concentració arreu d'Europa.